# Galt Motor
Galt Motor Co. war ein kanadischer Hersteller von Motoren und Automobilen.

## Unternehmensgeschichte
Das Unternehmen entstand 1909 in Galt. Gründer waren Moffat St. Claire bzw. Moffat St. Clare bzw. Moffat St. Clair und Edward Fleming. Sie stellten Zweitaktmotoren her.
1913 übernahmen sie die Reste des aufgelösten Automobilherstellers Canadian Motors. Sie setzten die Produktion von Automobilen fort. Der Markenname lautete weiterhin Galt. 1914 endete die Produktion. Insgesamt entstanden zwölf Fahrzeuge.
Irgendwann nach 1920 wurde das Unternehmen aufgelöst. St. Claire starb Anfang der 1930er Jahre.

## Fahrzeuge
Die ersten zehn Fahrzeuge entsprachen den bisherigen Modellen und wurden aus vorhandenen Teilen montiert.
1914 erschien ein neues Modell. Es hatte einen Zweizylinder-Zweitaktmotor eigener Fertigung und zusätzlich einen Elektromotor, war also ein frühes Hybridelektrokraftfahrzeug. Die Batterie alleine ermöglichte eine Reichweite von 24 bis 32 Kilometer. Die offene Karosserie in Form eines Tourenwagens entsprach den bisherigen Modellen. Eines der beiden hergestellten Fahrzeuge wurde verkauft, rücksichtslos gefahren und bald verschrottet. Das andere war ursprünglich als Tourenwagen karossiert und erhielt 1920 eine neue Roadster-Karosserie. St. Claire fuhr dieses Fahrzeug bis 1927, dann wurde es eingelagert bis 1941, bis Wallace Fairgrieve es kaufte und wieder fahrbereit machte. Das Fahrzeug existiert heute noch.